# 二和向台駅
二和向台駅（ふたわむこうだいえき）は、千葉県船橋市二和東にある、京成電鉄松戸線の駅である。駅番号はKS75。

## 歴史
- 1949年（昭和24年）3月16日：新京成電鉄新京成線の駅として開業。
- 2014年（平成26年）2月：駅番号「SL14」を設定[1]。
- 2025年（令和7年）4月1日：新京成電鉄が京成電鉄への吸収合併に伴い、京成電鉄松戸線の駅となる。駅番号をSL14からKS75に変更[2]。

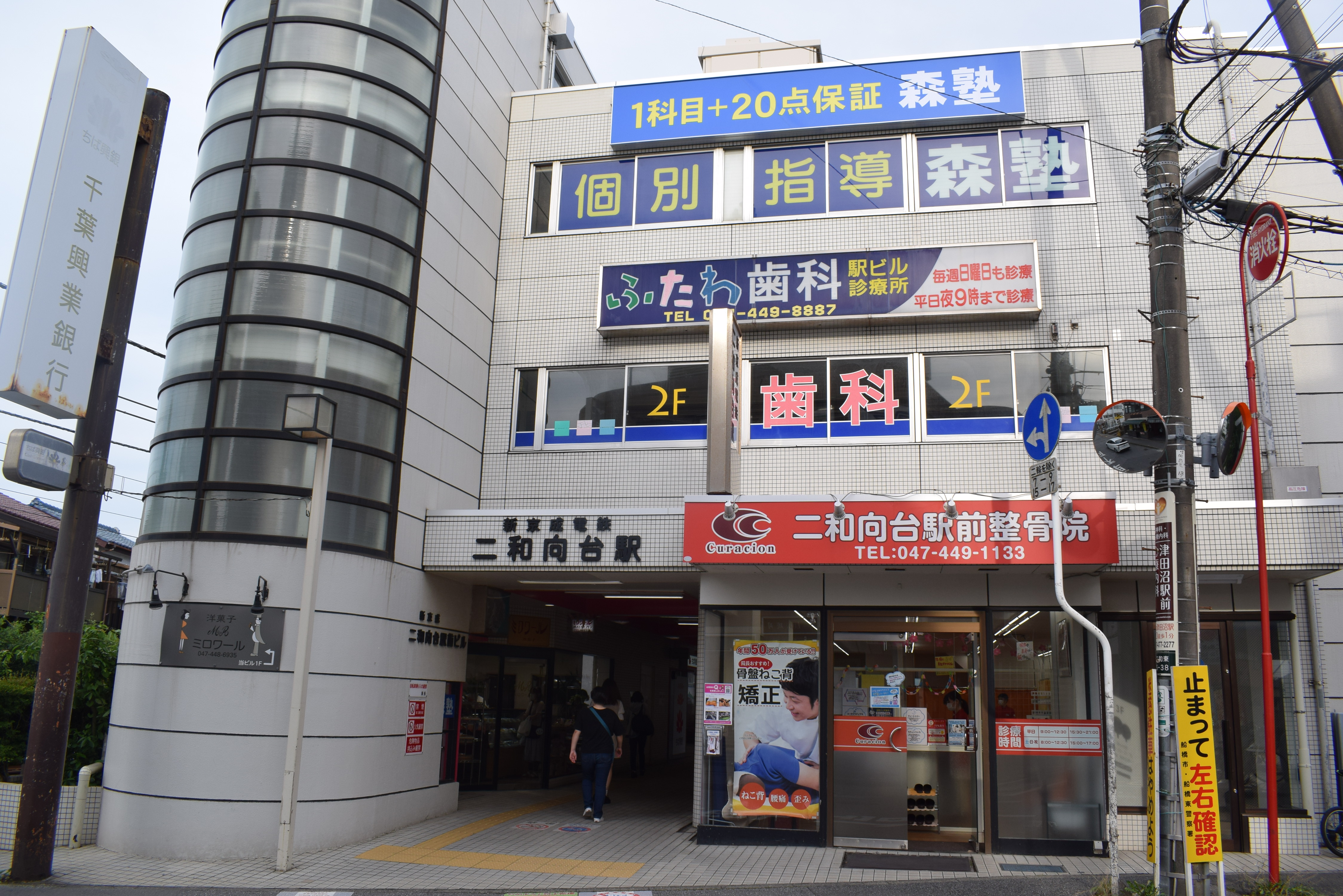
新京成電鉄時代の駅舎。駅名上部に「新京成電鉄」と記載されている（2020年6月）

### 駅名の由来
明治新政府の手により小金牧（千葉県北西部）において開墾が行われ、開墾地には開墾順序に合わせて地名が付与された。二和は小金牧（小金五牧）の下野牧にあたり、2番目とされる。「二和」の地名と当時の小字「向台」を組み合わせて地名にし、駅名になったとされる。

## 駅構造
相対式ホーム2面2線の地上駅である。松戸寄りに地平駅舎を持ち、上下ホームは跨線橋で結ばれている。

### のりば
| 番線 | 路線   | 方向 | 行先                     |
| ---- | ------ | ---- | ------------------------ |
| 1    | 松戸線 | 下り | 北習志野・京成津田沼方面 |
| 2    | 松戸線 | 上り | 八柱・松戸方面           |

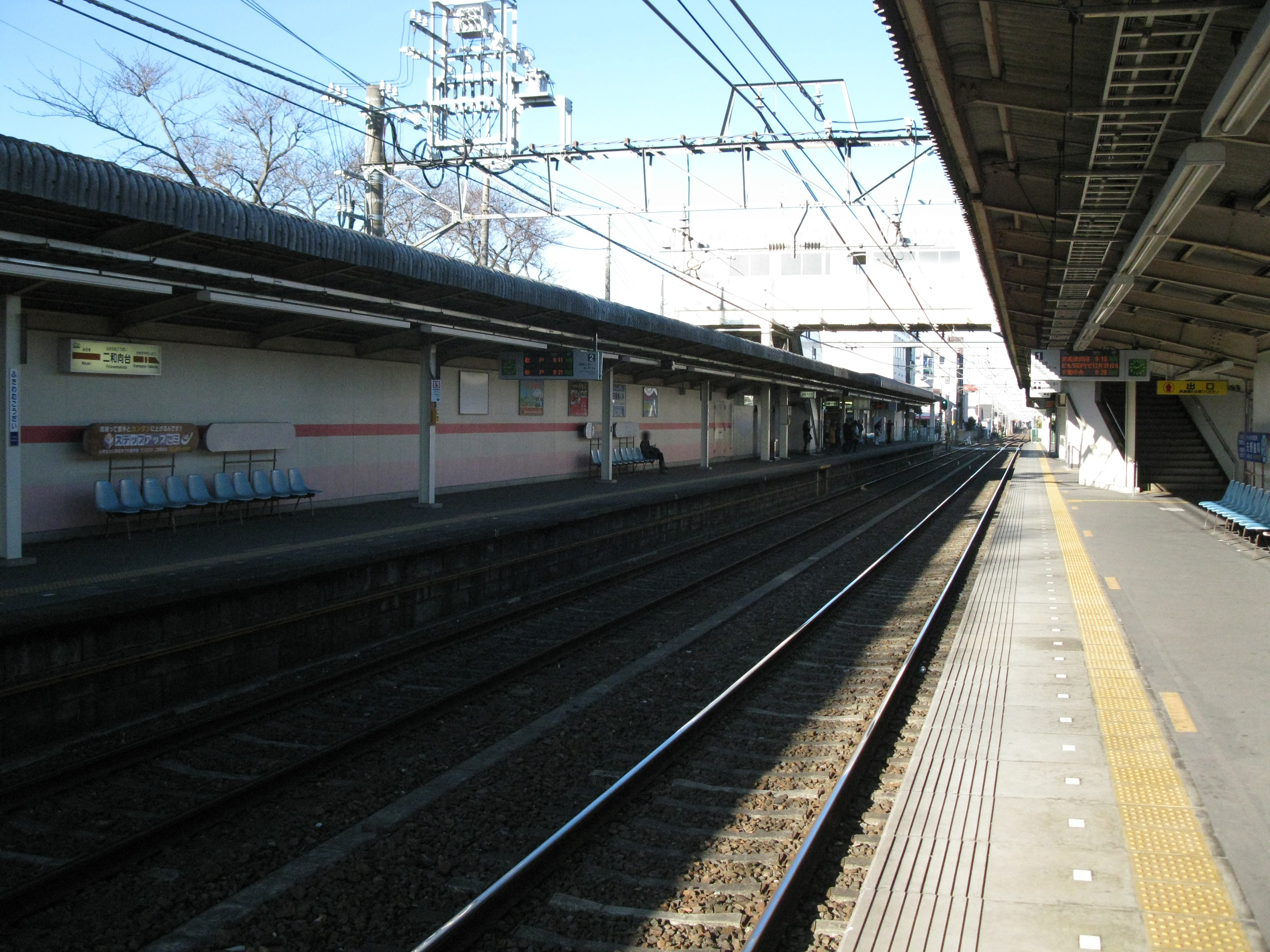
ホーム（2010年1月）
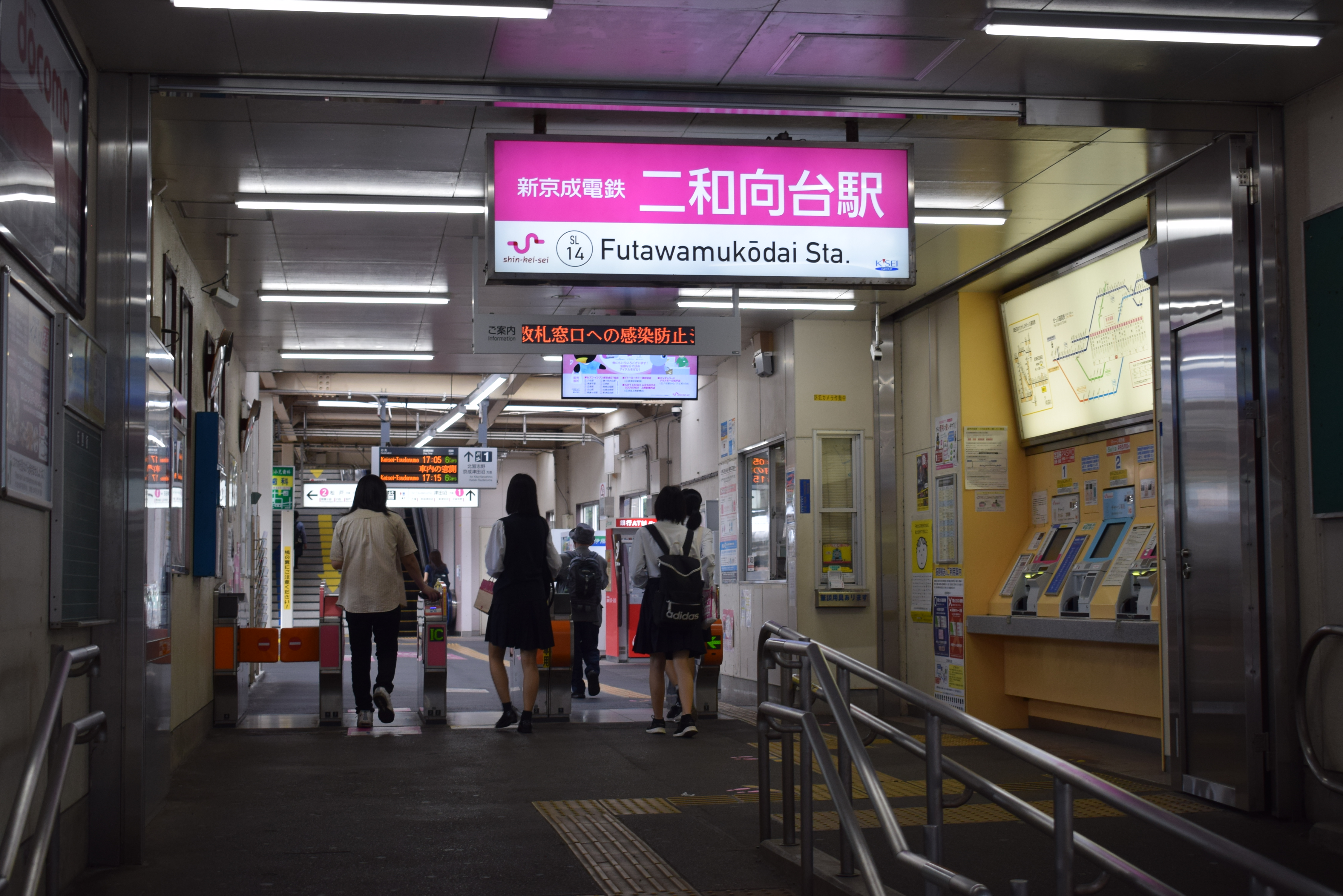
改札口（2020年6月）
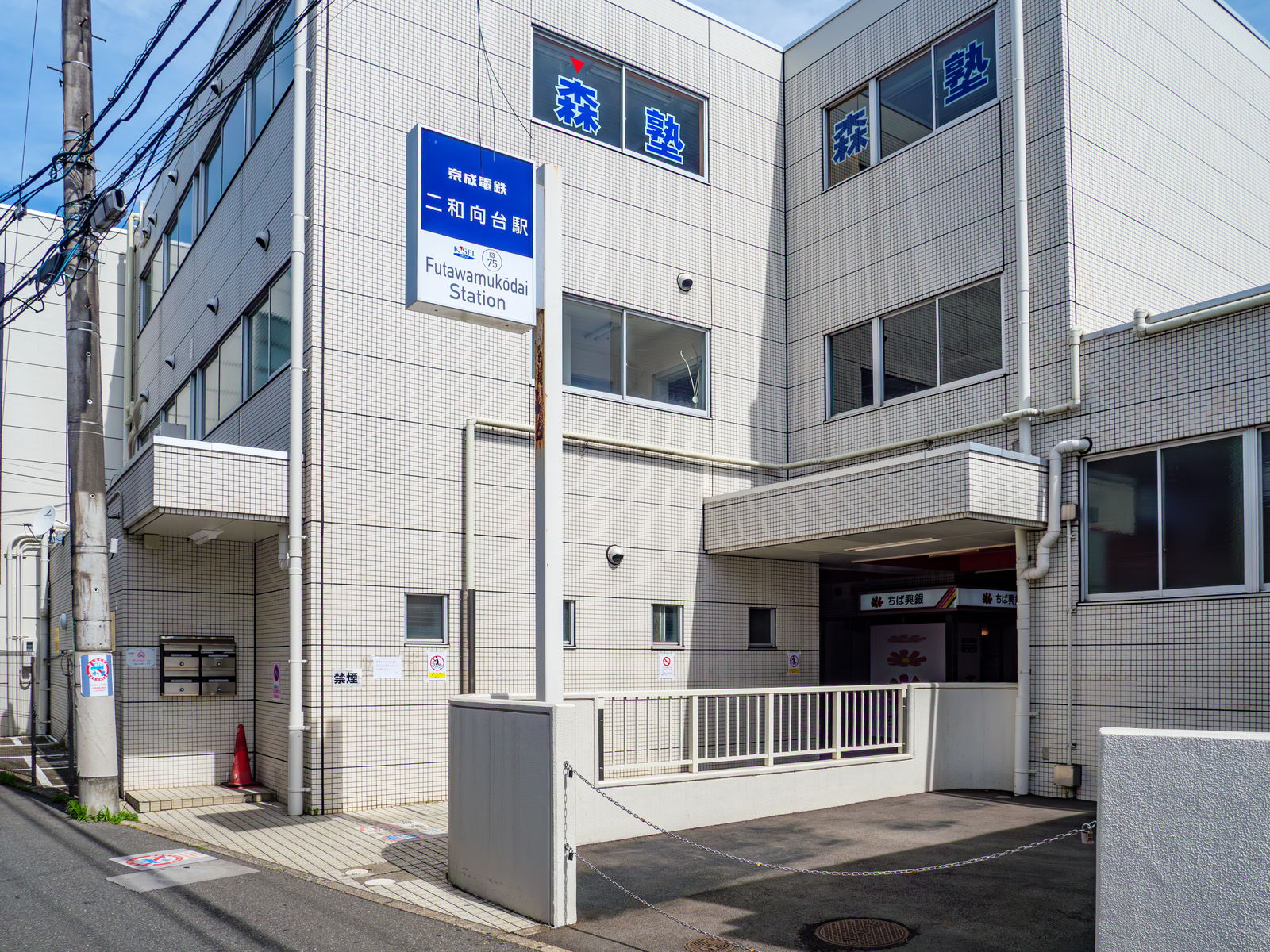
駅裏側出口（2025年5月）

## 利用状況
2024年度の1日の平均乗降人員は16,387人である。
近年の一日平均乗降・乗車人員推移は下表の通り。
| 年度               | 一日平均 乗降人員 | 一日平均 乗車人員 |
| ------------------ | ----------------- | ----------------- |
| 2007年（平成19年） |                   | 9,593             |
| 2008年（平成20年） |                   | 9,592             |
| 2009年（平成21年） |                   | 9,449             |
| 2010年（平成22年） |                   | 9,344             |
| 2011年（平成23年） |                   | 9,264             |
| 2012年（平成24年） |                   | 9,210             |
| 2013年（平成25年） |                   | 9,253             |
| 2014年（平成26年） |                   | 9,011             |
| 2015年（平成27年） |                   | 9,111             |
| 2016年（平成28年） |                   | 8,954             |
| 2017年（平成29年） |                   | 8,961             |
| 2018年（平成30年） |                   | 8,882             |
| 2019年（令和元年） | 17,446            | 8,763             |
| 2020年（令和02年） | 13,740            |                   |
| 2021年（令和03年） | 14,268            |                   |
| 2022年（令和04年） | 15,497            |                   |
| 2023年（令和05年） | 16,148            |                   |
| 2024年（令和06年） | 16,387            |                   |

## 駅周辺
駅周辺は閑静な住宅街となっており、図書館や公民館などの公共施設が駅近隣にある。通勤者の住宅が多い一方で近郊農業も行われている。
- 船橋市役所二和出張所・二和公民館・北図書館
- 船橋東警察署二和交番
- 船橋市立咲が丘小学校
- 船橋市立三咲小学校
- 二和ひつじ幼稚園
- 船橋二和病院
- 千葉銀行 二和向台支店
- 京葉銀行 二和向台支店
- 船橋三咲郵便局
- 船橋二和郵便局
- 船橋市埋蔵文化財事務所
- 千葉県道57号千葉鎌ケ谷松戸線

### バス路線
駅前の「二和向台駅」停留所から京成バス千葉ウエストの八木ヶ谷地区を結ぶ路線がある。

## 隣の駅
京成電鉄
 松戸線
鎌ヶ谷大仏駅 (KS76) - 二和向台駅 (KS75) - 三咲駅 (KS74)